# Danieł Peew
Danieł Peew (bułg. Даниел Пеев; ur. 11 maja 1970 w Sofii) – siatkarz reprezentacji Bułgarii, grał na pozycji libero. Wraz z reprezentacją zdobył brązowy medal na Mistrzostwach Świata 2006 w Japonii.

## Dane
- Wzrost – 192 cm[1]
- Waga – 88 kg
- Zasięg w ataku – 325 cm
- Zasięg w bloku – 310 cm

## Kariera trenerska
Po rezygnacji z czynnej działalności wyczynowej przez kilka sezonów był asystentem trenera CSKA, a od 2012 roku jest głównym trenerem drużyny Neftohimik 2010 (Burgas).